# Jean Marie Victor Roudil
Jean Marie Victor Roudil (* 30. April 1930 in Thiers; † 15. Februar 2012) war ein französischer Romanist, Hispanist und Mediävist, der in den Niederlanden und in Frankreich wirkte.

## Leben und Werk
Roudil studierte Spanisch in Utrecht und wurde 1962 promoviert mit der Arbeit El Fuero de Baeza. Edición, estudio y vocabulario (Den Haag 1962). Er ging an die Sorbonne und wurde dort 1965 ebenfalls promoviert (Doctorat de 3e cycle) mit der Arbeit Les Fueros d'Alcaraz et d'Alarcón. Edition synoptique publiée avec les variantes du Fuero d'Alcázar, introduction et glossaire (Paris 1966, 1968). Ab 1966 war er ordentlicher Professor für Spanisch an der Universität Amsterdam, ab 1972 lehrte er Spanisch an der neu gegründeten Universität Paris-Nord (Villetaneuse).
Roudil gründete das Séminaire d'études médiévales hispaniques de l'Université de Paris-XIII und gab von 1976 bis 2000 die Zeitschrift Cahiers de linguistique hispanique médiévale heraus, dann mit Georges Martin (* 1950) die Cahiers de linguistique et de civilisation hispaniques médiévales.

## Weitere Werke
- Primera crónica general, Paris 1980–1981 (Wortformen alphabetisch und nach Frequenz)
- (Hrsg.) Phrases, textes et ponctuation dans le manuscrit espagnol du Moyen âge et dans les éditions de texte. Colloque organisé par le Séminaire d'études médiévales hispaniques, Paris 20-21 novembre 1981. Actes, Paris 1982
- (Hrsg.) Jacobo de Junta, el de las Leyes, Summa de los nueve tiempos de los pleitos, Paris 1986
- (Hrsg.) La tradition d'écriture des Flores de derecho, 2 Bde., Braga 2000
- (Hrsg.) Fuero de Baeza, Jaén 2010